# Pepito Manaloto
Pepito Manaloto är en filippinsk sitcom som premiär den 28 mars 2010 på GMA Network. Serien skapades och spelades av Michael V. Det lanserades den 16 september 2012 med en ny titel som heter Pepito Manaloto: Ang Tunay na Kwento.

## Rollista (i urval)
- Michael V. som Pepito "Pitoy/Bitoy" Manaloto
- Manilyn Reynes som Elsa Dela Cruz-Manaloto
- Jake Vargas som Luisito "Chito" Manaloto / Michael "Jordan" Castillo
- John Feir som Patricio "Patrick" Generoso
- Ronnie Henares som Tommy Diones
- Mosang som Bettina "Baby" Reyes
- Janna Dominguez som Maria Magtigan Cruz
- Nova Villa som Mimi Kho
- Jessa Zaragoza som Deedee Kho
- Carmina Villarroel som Maricar Del Valle